# Today (пісня The Smashing Pumpkins)
«Today» — пісня американського альтернативного гурту The Smashing Pumpkins. Написана вокалістом і гітаристом гурту Біллі Корганом.
Today був випущений в вересні 1993 року як другий сингл з другого альбому гурту Siamese Dream.

## Підґрунтя та запис
Після виходу першого альбому гурту Gish, та його незначного успіху, The Smashing Pumpkins охрестили «наступними Nirvana». Однак, гурт в той час мав проблеми. Барабанщик Джиммі Чемберлен потерпав через все сильнішу наркотичну залежність; Джеймс Іха та Дарсі Рецкі недавно розлучилися після романтичних стосунків, і Біллі Корган мав надмірну вагу, депресію, творчу кризу, що привели його до суїцидних думок. Корган згадував:
|  | Після першого альбому в мене були думки про самогубство. Вісім місяців, плюс-мінус місяць, у мене була загальна депресія, і протягом двох-трьох я дійсно подумував про самогубство. Оригінальний текст (англ.) After the first album, I became completely suicidal. It was an eight-month depression, give or take a month, and I was pretty suicidal for about two or three months. |

Під тиском і іншими ускладнень учасники гурту почали роботу над наступним альбомом на Triclops Sound Studios в Атланті.
Today була першою піснею, яку Корган написав для Siamese Dream. Він сказав: «У той день, коли я писав Today, мій менеджер почув це і сказав, що це хіт, і, я думаю, в якомусь сенсі він мав рацію».

## Музика і лірика
Today написана в ключі мі-бемоль мажор (E♭) і грається у стандартному налаштуванні. Корган спочатку хотів грати пісню на гітарі налаштовану на півтон нижче, але в підсумку передумав.

## Відгуки
Today отримала здебільшого позитивні відгуки.

### Схвалення
Вся інформація, взята з AcclaimedMusic.net.
| Публікатор | Країна          | Список                                       | Рік  | Місце |
| ---------- | --------------- | -------------------------------------------- | ---- | ----- |
| Eye Weekly | Канада          | Сингл року                                   | 1993 | 1     |
| NME        | Велика Британія | Сингл року                                   | 1993 | 32    |
| Blender    | США             | Найкращі пісні всіх часів                    | 2001 | *     |
| Q          | Велика Британія | 1001 найкращих пісень всіх часів (2003)      | 2003 | 462   |
| WOXY.com   | США             | 500 найкращих сучасних рок-пісень всіх часів | 2006 | 63    |

## Список композицій
CD сингл
1. «Today» — 3:22
2. «Hello Kitty Kat» — 4:32
3. «Obscured» — 5:20

7" сингл
1. «Today» — 3:22
2. «Apathy's Last Kiss» — 2:42

Японський CD сингл
1. «Today» — 3:22
2. «Hello Kitty Kat» — 4:32
3. «Obscured» — 5:20
4. «Apathy's Last Kiss» — 2:42
5. «French Movie Theme» — 3:49

## Учасники запису
- Джиммі Чемберлен — ударні
- Біллі Корган — гітара, вокал, продюсер
- Джеймс Іха — гітара
- Бутч Віг — продюсер
- Дарсі Рецкі — бас-гітара